# Балард (Калифорнија)
Балард (енгл. Ballard) насељено је место без административног статуса у америчкој савезној држави Калифорнија.

## Демографија
По попису из 2010. године број становника је 467.
| Група             | 2000.    | 2010.       |
| Белци             | 0 (0,0%) | 402 (86,1%) |
| Афроамериканци    | 0 (0,0%) | 3 (0,6%)    |
| Азијати           | 0 (0,0%) | 2 (0,4%)    |
| Хиспаноамериканци | 0 (0,0%) | 46 (9,9%)   |
| Укупно            | 0        | 467         |